# Eugen von Burgsdorff
Eugen von Burgsdorff (* 22. Juli 1841 in Potsdam; † 12. Dezember 1877 ebenda) war ein brandenburgischer Rittergutsbesitzer und Parlamentarier.

## Leben
Eugen von Burgsdorff wurde geboren als Sohn des Rittergutsbesitzers Karl (Carl) von Burgsdorff und der Eugenie geb. von Anders gen. von Knorr. Er gehörte so zur genealogischen Familienlinie Podelzig-Markendorf-Hohenjesar. Nach dem Besuch des Gymnasiums in Zerbst studierte er an der Friedrich-Wilhelms-Universität Berlin und der Rheinischen Friedrich-Wilhelms-Universität Bonn Rechtswissenschaften. 1861 wurde er Mitglied des Corps Borussia Bonn. Nach dem Studium wurde er Majoratsherr auf Markendorf und Carzig im Kreis Lebus sowie Besitzer des Gutes Hohenwalde bei Frankfurt (Oder).
Von Burgsdorff war Mitglied des brandenburgischen Provinzial- und Kommunallandtags. Er war verheiratet mir Charlotte geb. Baronin von Buchholtz, das Ehepaar hatte mehrere Kinder. Der preußische Politiker Hans-Henning von Burgsdorff (1866–1917) war ihr ältester Sohn. Danach folgten die Brüder Alexander von Burgsdorff (1868–1921) sowie Kurt von Burgsdorff (1873–1944), die beide u. a. Rechtsritter des Johanniterordens waren. 
Siehe auch: Burgsdorff (Adelsgeschlecht)